# 스파르탄 (영화)
《스파르탄》(영어: Spartan)은 미국과 독일에서 제작된 데이비드 매밋 감독의 2004년 정치 스릴러 영화이다. 밸 킬머 등이 출연하였고, 데이비드 버그스틴 등이 제작에 참여하였다.

## 출연진
- 밸 킬머
- 데릭 루크
- 티아 테이하다
- 크리스틴 벨
- 조니 메스너
- 에드 오닐
- 윌리엄 H. 메이시
- 사이드 타그마우이
- 클라크 그레그
- 너탈리아 노굴리치
- 모셰 이브기
- 킥 거리
- 제프 피어슨
- 앤디 더볼리
- 에런 스탠퍼드
- 로런 볼스

## 기타 제작진
- 공동 제작: 얀 판틀, 조지프 머히
- 라인 제작: 제리 P. 제이컵스(크레디트 미기재), 릭 네이선슨, 폴 티버스, 커림 엘시피
- 배역: 커샌드라 쿨루컨디스
- 미술: 제마 잭슨
- 의상: 셰이 컨리프